# Berdychův gang
Berdychův gang je označení pro skupinu lidí kolem Davida Berdycha, která za asistence či pod přímým řízením několika vlivných lidí z řad policie provozovala rozsáhlou kriminální činnost na území České republiky, a to zhruba od druhé poloviny 90. let do roku 2004. Případ Berdychova gangu byl inspirací pro televizní seriál Expozitura.
Potrestání hlavního zločince bylo, dle rozhodnutí soudu, dostatečné po 11 letech odnětí svobody, kdy mu 1. srpna 2022 vypršela sedmiletá zkušební doba podmínečného propuštění.

## David Berdych
Narodil se v roce 1973 v Praze. Pracoval jako vyhazovač v baru Discoland Sylvie, jehož majitelem byl Ivan Jonák (odsouzen za objednání vraždy své ženy). V Discolandu se scházeli lidé z pražského podsvětí a Berdych tak získal mnoho důležitých kontaktů. Kromě práce vyhazovače také vymáhal dluhy, přepadával a loupil kamiony a dělal menšího policejního informátora (občas prozradil někoho z podsvětí a policista tak měl výsledky). V roce 1996 se podílel na týrání a vraždě zlatníka Václava Tomana. V roce 2015 byl z vězení podmíněně propuštěn poté, co zde strávil 11 let z patnáctiletého trestu odnětí svobody.
Jeho potrestání bylo, dle rozhodnutí soudu, dostatečné po 11 letech odnětí svobody, kdy mu 1. srpna 2022 vypršela sedmiletá zkušební doba podmínečného propuštění.

## Odbor pro boj s organizovaným zločinem (OBOZ)
Berdych dovedl získávat lidi pro vykonání tzv. „špinavé práce“, shora to však řídil někdo jiný – vysocí detektivové z Odboru boje s organizovaným zločinem Policie ČR (OBOZ) mjr. Josef Opava, pplk. František Brázdil (po plk. Josefu Kutkovi šéf OBOZu) a por. Petr Koňařík. Tito policisté brali podíly na zisku (30 %) a zločince kryli. Pravidelně informovali Berdycha o průběhu vyšetřování.
Jedním z prostředníků mezi lidmi z OBOZu a Berdychovými lidmi byl podnikatel Luděk Žalud st., majitel myčky. Policisté a Berdychovi lidé se tak osobně nemuseli setkávat.

## Praktiky
Gang měl na svědomí loupeže, přepadení, vydírání a vraždy. Bez problémů je prováděl v policejních uniformách, s policejní výzbrojí, s pravými odznaky a pravými dokumenty, např. pro silniční kontroly nebo domovní prohlídky. Jako od skutečné policie vypadal však každý zásah pouze na začátku, pak začala vyplývat na povrch brutalita zločinců a nic nechápající podnikatel pak byl různými způsoby přinucen vydat peníze a jiné cennosti.
Takovýchto loupeží v policejních uniformách přibývalo a bylo potřeba je objasnit, bylo třeba, aby se nějaká akce nepovedla. Do této akce byl pak vyslán člověk, kterého Berdych a jeho lidi nechali obětovat – policie rychle zareagovala a pachatele zneškodnila. OBOZ tak měl skvělé výsledky.
Aby se přepadení objasnila, byly zakládány zvláštní tajné policejní týmy, o kterých byl však vždy informován OBOZ.

## Odhalení
V OBOZu pracovali také detektivové Helena Kahnová a Tomáš Gregor. Právě jim se podařilo přijít na podivné praktiky svých šéfů a díky nim byl Berdychův gang rozkryt. Dostali ocenění prezidenta republiky a byli povýšeni na majory (v roce 2007 však kvůli novému služebnímu zákonu tuto hodnost ztratili). Tomáš Gregor u policie zůstal, Helena Kahnová odešla a začala pracovat v bulvárním deníku. V prosinci 2006 nastoupila opět k policii, a to k Odboru odhalování závažné obecné kriminality (OOZOK), který vznikl po zrušení OBOZu.
K usvědčení pachatelů přispěla mimo jiné také svědecká výpověď uvězněného Miroslava Houdka (jeden ze zločinců, kteří byli obětováni, aby měl OBOZ pozitivní výsledky).

## Tresty
Protože trestná činnost Berdychova gangu byla rozsáhlá, proces byl rozdělen. V první části se vyšetřovaly zločiny, kterých se Berdych a jeho lidé dopustili, když ještě nebyli napojeni na policisty, v druhé půlce pak začalo vyšetřování i s lidmi z OBOZu.
V Berdychově gangu figurovalo kolem 80 lidí, soudy si vyžádaly kolem 200 svědků.
V říjnu 2006 byl David Berdych odsouzen k 9 letům a 9 dnům vězení, celkem si však má odsedět 15 let (dříve odsouzen za únosy k 7 letům vězení, z toho měl již v té době rok za sebou). Dne 24. června 2015 byl na základě rozhodnutí Obvodního soudu pro Prahu 6 podmíněně propuštěn na svobodu se sedmiletou zkušební dobou. Celkem si tak Berdych odpykal 11 let ve vězení.
V lednu 2007 byl Josef Opava odsouzen ke 14 letům vězení, Petr Koňařík ke 12 letům a Luděk Žalud st. ke 14 letům vězení. Proti rozsudku se odvolali. Jan Zelený, který proti nim svědčil, změnil svoji výpověď.
V roce 2012 došlo k propuštění Josef Opavy a Petra Koňaříka na svobodu z důvodu vzorného chování ve vězení. K jejich propuštění došlo tedy po půlce odsezeného trestu odnětí svobody. Nejhorší následky z vězení si odnesl právě exmajor Opava, který prodělal ve vězení mozkovou příhodu a téměř zcela ohluchl. Jana Zeleného nalezli dozorci věznice Rýnovice v Jablonci nad Nisou v noci z 10. na 11. března 2009 oběšeného v jeho cele. Údajně spáchal sebevraždu, ale pan Zelený v minulosti uvedl, že mu někdo vyhrožoval a že má obavy o svůj život.
Dalším obžalovaným byl detektiv OBOZu mjr. Jiří Žofčín, ten byl však kvůli nedostatku důkazů úplně zproštěn viny, protože důležitý svědek změnil svou výpověď.
Mezi dalšími odsouzenými byli: Radek Trumpeš (13 let), Jaromír Prokop (14 let), Michal Puchar (13 let), Josef Korbela (11,5 roku), Jan Zelený (11 let), Ivan Kopta (12,5 roku), Jiří Večeřa (12,5 roku), Petr Hraběta (10 let), Roman Bláha (10 let), Martin Sýkora (8 let), Simona Mašková (3 roky podmíněně, 5 let zkušební lhůta). V případu figuruje ještě nejméně 23 dalších lidí souzených v první části procesu.
Dne 30. května 2021 policie přivezla z USA posledního člena Berdychova gangu Jaromíra Prokopa.